# Hans Maršálek

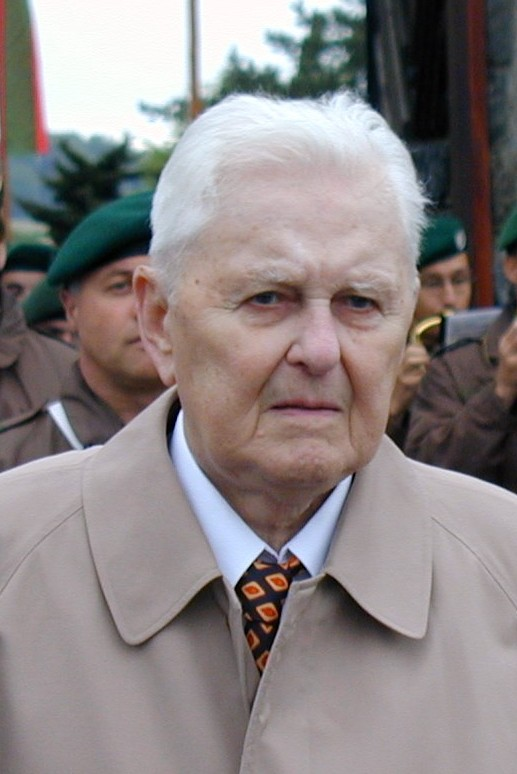
Hans Maršálek bei der Befreiungsfeier in Mauthausen 2001

Hans Maršálek, eigentlich Johann Karl Maršálek (* 19. Juli 1914 in Wien; † 9. Dezember 2011 ebenda) war ein österreichischer Schriftsetzer, politischer Aktivist und Kriminalpolizist. Nach dem Zweiten Weltkrieg war er als Chronist des KZ Mauthausen tätig.

## Leben
Maršálek wurde in Wien als Sohn eines tschechischen Arbeiterehepaars geboren und erlernte den Beruf des Schriftsetzers.
Schon früh für die Ideale des Sozialismus begeistert und Mitglied der Sozialistischen Arbeiterjugend, schloss sich Maršálek 1936 der Roten Hilfe an und kämpfte im Wiener Untergrund gegen den faschistisch-katholischen Ständestaat.
Nach seiner Einberufung zur Wehrmacht floh er nach Prag und war dort in der sozialdemokratischen Emigrantenorganisation tätig. Zur KPÖ übergewechselt, ließ er sich 1940 zu einem halsbrecherischen Grenzübertritt von Prag nach Wien überreden; dort sollte er Leute für Sabotageakte anwerben. Seine Tarnung – er besuchte unter seinem richtigen Namen die Handelsakademie und arbeitete in einer Druckerei – flog aber auf, und so wurde er im Frühjahr 1941 von der Gestapo in Prag verhaftet.
Maršálek überstand die Tortur der polizeilichen Maßnahmen und das gegen ihn angestrengte Verfahren und wurde dann im September 1942 ins KZ Mauthausen verbracht; dort gelang es ihm aufgrund seiner beruflichen Vorkenntnisse, bereits nach wenigen Wochen in der Schreibstube des Lagers unterzukommen. Ab Mai 1944 wurde er Lagerschreiber.
Maršálek war federführend an der politischen Widerstandsordnung der Häftlinge des KZ Mauthausen beteiligt und organisierte rüstungsrelevante Sabotageakte und Häftlingsverlegungen. Im Rahmen der begrenzten Möglichkeiten gelang es ihm und seiner Organisation auch, den Häftlingen – wie etwa den Widerstandskämpfer Leo Kuhn – praktisch zu helfen und Fragen der Gesundheit und der Ernährung besser zu regeln als zuvor. Kurz vor der Befreiung des Lagers konnten dann auch zumindest innerhalb des Lagers chaotische Zustände weitgehend vermieden werden.
Nach der Befreiung des Lagers im Mai 1945 arbeitete Maršálek von Ende Mai 1945 bis 1963 als Kriminalpolizist mit besonderem Auftrag für das Österreichische Innenministerium und baute den österreichischen Staatspolizeilichen Dienst (StaPo) als Inlandsgeheimdienst mit auf. In dieser Funktion half er unter anderem, Kriegsverbrecher und NS-Funktionäre auszuforschen und einem geordneten Verfahren zuzuführen. Ein 1950 geäußerter Verdacht, Maršálek könnte Informationen über den Wehrmachts-Spionageoberst Felix Tarbuk an die sowjetischen Besatzungsbehörden weitergegeben haben, die zu dessen Verschleppung führten, konnte nicht bestätigt werden.
Hans Maršálek beeidigte die bekannte Vernehmung des gefangengenommenen Mauthausener Lagerkommandanten durch die US Army. Diese (Selbst-)Berichte wurden u. a. dadurch Gegenstand der ersten österreichischen Informations- und Aufklärungsschrift über die nationalsozialistischen Verbrechen in den Konzentrationslagern (Auschwitz, Dachau, Buchenwald und Mauthausen).
Im Jahr 1946 heiratete Maršálek Anna Vavak, die selbst im Konzentrationslager Ravensbrück inhaftiert war und zeitweise im Siemenslager Ravensbrück Zwangsarbeit verrichtete.
Von 1964 bis zur Pensionierung 1976 war er Leiter der Gedenkstätte und des Museums Mauthausen. Alles, was heute in der KZ-Gedenkstätte passiert, basiert auf seiner Arbeit. Zuletzt war er Oberpolizeirat und Hofrat.
Maršálek war maßgeblich an der Gründung der Österreichischen Lagergemeinschaft Mauthausen und des Comité International de Mauthausen beteiligt und war bis zu seinem Tod in führenden Funktionen tätig.
Maršálek starb am 9. Dezember 2011 im Alter von 97 Jahren in Wien. Die Bestattung erfolgte am 30. Dezember 2011 in der Feuerhalle Simmering, wo seine Urne im Familiengrab (Urnenhain Abt. 5, Gruppe 9, Nr. 323) beigesetzt wurde.

## Familiäres
Jan Maršálek, ehemaliges Vorstandsmitglied der Wirecard AG und mutmaßlicher Wirtschaftskrimineller, ist ein Enkel von Hans Maršálek.

## Wirken als Chronist des KZ Mauthausen

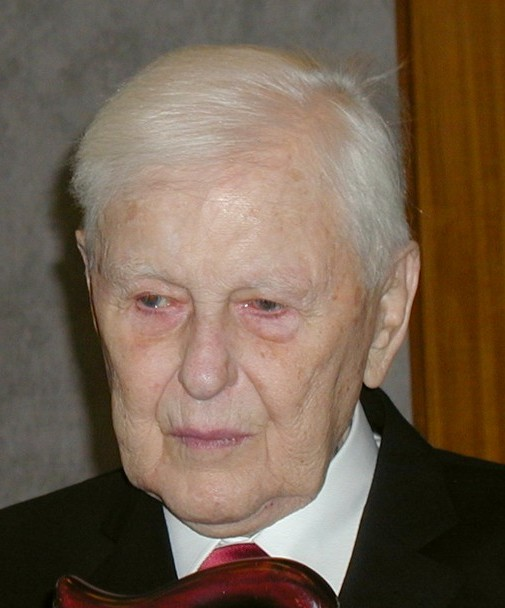
Hans Maršálek bei der Verleihung der Ehrendoktorwürde 2009

Maršálek trat im Lauf seines Lebens mit zahlreichen antifaschistischen und lagerchronistischen Publikationen hervor; berühmt wurde er aber für sein Buch Die Geschichte des Konzentrationslagers Mauthausen, das im Jahr 1980 in erster Auflage erschien und mit erschreckender Deutlichkeit und sachlicher Illusionslosigkeit sowohl die Geschichte des Lagers als auch erstaunliche Details aus dem Lagerleben preisgibt.

## Kontroversen
Maršálek ist für seine Schilderungen, die ohne Hass auskommen und trotzdem keine Entsetzlichkeit der Existenz des Lagers auslassen, mit zahlreichen Preisen ausgezeichnet worden. Man hat ihn allerdings auch heftig angegriffen und ihm einseitige Bevorzugung politischer Häftlinge während seiner Zeit als Lagerschreiber vorgeworfen. Maršálek hat auf diese Vorwürfe immer mit großer Gelassenheit reagiert.

## Auszeichnungen
- 1977: Ehrenzeichen für Verdienste um die Befreiung Österreichs[8]
- 2001: Großes Ehrenzeichen für Verdienste um die Republik Österreich[9]
- 2009: Ehrendoktor der Johannes Kepler Universität Linz „in Anerkennung seiner herausragenden Verdienste um den Aufbau der KZ-Gedenkstätte Mauthausen, um die Sicherung und Erschließung des Lagerarchivs und um die wissenschaftliche und publizistische Aufarbeitung der Geschichte der Konzentrationslager Mauthausen und Gusen und des Widerstands gegen das NS-Regime“[10]
- 2015 stiftete das Mauthausen Komitee Österreich im Andenken an Maršálek den Hans-Maršálek-Preis für herausragende Leistungen im Bereich der Gedenk-, Erinnerungs- und Bewusstseinsarbeit.[11]

## Publikationen

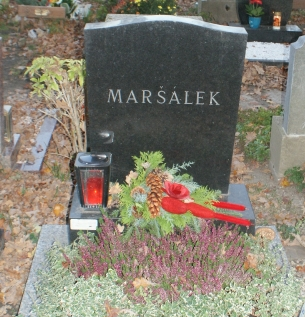
Grabstätte von Hans Maršálek

- Die Geschichte des Konzentrationslagers Mauthausen. Dokumentation. 4. Auflage 2006, ISBN 3-7035-1235-0
- Mauthausen mahnt! Kampf hinter Stacheldraht. Tatsachen, Dokumente und Berichte über das größte Hitler’sche Vernichtungslager in Österreich. Hrsg. vom Mauthausen-Komitee des Bundesverbandes der österreichischen KZler und politisch Verfolgten. Wien 1950
- Der Weg eines Wiener Tschechen ins KZ, in: Zeitgeschichte 16 (1989).
- Herausgeber mit Kurt Hacker für die Österreichische Lagergemeinschaft Mauthausen: Kurzgeschichte des Konzentrationslager Mauthausen und seiner drei größten Nebenlager Gusen, Ebensee, Melk. Wien 1995